# Hatice Akbaş
Hatice Akbaş est une boxeuse turque, vice-championne olympique des poids coqs en 2024, née le 24 juin 2001 à Ankara.

## Carrière
Elle commence à boxer à l'âge de neuf après que son père ait ouvert une salle de sport à Malatya.
En 2022, elle remporte la médaille d'or en poids coqs aux Championnats du monde féminins de boxe amateur en battant la Roumaine Lăcrămioara Perijoc puis quelques semaines plus tard, elle remporte l'or en poids coqs aux Jeux méditerranéens.
Aux Jeux européens de 2023, elle remporte la médaille de bronze des poids coqs et s'offre un billet pour les Jeux de 2024. Lors des Jeux olympiques d'été de 2024, Akbaş est battue en finale par la Chinoise Chang Yuan et repart avec la médaille d'argent en poids coqs.Elle est médaillée d'argent aux championnats du monde féminins de boxe amateur 2025 à Niš.

## Palmarès
| Années | Compétitons                                  | Prix               | Catégories |
| ------ | -------------------------------------------- | ------------------ | ---------- |
| 2022   | Championnat du monde féminin de boxe amateur | Médaille d'or      | Poids coqs |
| 2022   | Jeux méditerranéens                          | Médaille d'or      | Poids coqs |
| 2023   | Jeux européens                               | Médaille de bronze | Poids coqs |
| 2024   | Jeux olympiques d'été de Paris               | Médaille d'argent  | Poids coqs |
| 2025   | Championnat du monde féminin de boxe amateur | Médaille d'argent  | Poids coqs |